# でんぱの神神
『でんぱの神神』（でんぱのかみがみ）は、2012年6月15日からテレ朝動画で毎週金曜日18:00に配信されているバラエティ番組で、でんぱ組.incの冠番組。2013年4月からBS朝日、2014年9月からテレ朝チャンネル1でも放送が開始された。
でんぱ組.incメンバーが「神」と崇める人物を訪ねたり、ライブの裏側に密着するなどの内容で構成される。読売新聞では「ワイワイ賑やか、正統派アイドル番組」と評された。

## 出演者
- でんぱ組.inc
  - 古川未鈴
  - 相沢梨紗
  - 夢眠ねむ
  - 成瀬瑛美
  - 藤咲彩音
  - 鹿目凛
  - 根本凪
  - 最上もが（グループ脱退に伴い、テレ朝動画配信分#271をもって降板）

## 主な企画
※放送回（#○○）はテレ朝動画のもの。
神ロケ
- 漫画家・種村有菜（成瀬瑛美の神、#2、#4-#6）
- ピンキーストリート（藤咲彩音の神、#19-#21）
- Angelic Pretty（相沢梨紗の神、#23-#25）
- ラグナロクオンライン（古川未鈴の神、#26-#27）
- 特殊メイクアーティスト・江川悦子（最上もがの神、#41、#43）
- 電電宮（でんぱの神、#44-#46）
- エステ学校で女子力を磨く（最上もが発案、#121-#123）

水着ロケ
- 2013年：由比ヶ浜（#63-#65）
- 2014年：由比ヶ浜（#113-#117）
- 2015年：東京サマーランド（#164-#165、#168-#169）

尾行クイズ
- えいたその行動（#74-#75）
- ピンキーの行動（#107）
- ねむの行動（#127-#128）

公約失敗罰ゲーム
- 玉ネギ100個切り（古川未鈴、#82）
- お化け屋敷（藤咲彩音、#152-#153）
- 未鈴ちゃんは嫌がるけどファンが見たい10くらいのこと（古川未鈴、#160-#161）

神企画オーディション
- ギャル化企画（夢眠ねむ発案、#105-#106）
- もがちゃんが嫌がりそうだけどファンの人が絶対に見たい10のこと（夢眠ねむ発案、#108-#109）

スキー場ロケ
- 2015年：たんばらスキーパーク（#145-#148）

神神リサーチ.inc
- バブルサッカー（#149-#150）

神サークルを作ろう
- 自転車サークル（成瀬瑛美発案、#169、#172-#174）
- 料理サークル（夢眠ねむ発案、#178-#180）
- 肉体改造サークル（藤咲彩音発案）

メンバーの故郷ロケ
- 高松ふしぎ発見（古川未鈴）
- 郡山のツアー成功祈願ツアー（成瀬瑛美）
- 大人組.incの三重旅（夢眠ねむ）

## テーマ曲
オープニング曲
- でんぱ組.inc『でんぱれーどJAPAN』（#1-#93）
- でんぱ組.inc『サクラあっぱれーしょん』（#94-）

## スタッフ
- プロデューサー：長谷川主水、岡田佳治
- ディレクター：真木大輔、北島清次、関谷優作、横堀健悟
- 企画：鈴木さちひろ
- 構成：海野至、蒲田幸成
- 動画スタッフ：渕勇二、尾曲理、腰塚宗之
- アシスタントディレクター：蓮井悠太、鹿野瞳、鈴木翔躍

## テレビでの放送時間
すべてJST。暦日を基準とする。つまり、午前0時以降に放送される場合は、前日の深夜に放送されていることになる。
BS朝日
- 日曜日 2:00 - 2:30（土曜日深夜、2013年4月13日 - 2018年9月30日）

テレ朝チャンネル1
- 土曜日 1:30 - 2:00（金曜日深夜、2014年9月7日 - ）

※ネット配信の#44からを#1からとして放送しているので、放送回数が相違する。

## 出版物
- 『でんぱの神神』presents でんぱ組.incの妄想大百科（2014年1月31日、廣済堂出版、ISBN 9784331517970）
- 『でんぱの神神』DVD神BOX ビリワン（2014年1月15日、ポニーキャニオン）
- 『でんぱの神神』DVD神BOX ビリツー（2014年2月5日、ポニーキャニオン）
- 『でんぱの神神』DVD神BOX ビリスリー（2014年10月1日、ポニーキャニオン）
- 『でんぱの神神』DVD神BOX ビリフォー（2015年3月18日、ポニーキャニオン）
- 『でんぱの神神』DVD神BOX ビリファイブ（2015年9月16日、ポニーキャニオン）
- 『でんぱの神神』DVD神BOX ビリシックス（2016年3月16日、ポニーキャニオン）
- 『でんぱの神神』DVD神BOX ビリセブン』（2016年9月21日、ポニーキャニオン）
- 『でんぱの神神』DVD神BOX ビリエイト』（2017年3月2日、ポニーキャニオン）
- 『でんぱの神神』DVD神BOX ビリナイン』（2017年9月6日、ポニーキャニオン）
- 『でんぱの神神』DVD神BOX ビリテン』（2018年3月21日、ポニーキャニオン）
- 『でんぱの神神』DVD神BOX ビリイレブン』（2019年1月16日、ポニーキャニオン）
- 『でんぱの神神』DVD神BOX ビリトゥエルブ』（2019年6月19日、ポニーキャニオン）